# Jean Marie Jadot
Pour les articles homonymes, voir Jadot.
Jean Marie Antoine Emmanuel Jadot, né le 9 janvier 1842 à Marche-en-Famenne et y mort le 4 juin 1914 fut un homme politique belge libéral wallon.
Il fut notaire. Il fut élu conseiller provincial de la province du Luxembourg et sénateur de ses arrondissements.

## Source
- Liberaal Archief